# César Benítez
César Iván Benítez León (n. Asunción, Departamento Central, Paraguay; 22 de mayo de 1990) es un futbolista paraguayo. Juega como defensor en el Club Sportivo Trinidense de la Primera División de Paraguay.

## Trayectoria
Debutó en Primera División el 31 de octubre de 2009 con Pedro Troglio como DT de Cerro Porteño jugando contra Rubio Ñu, la prensa local ha elogiado su nivel en ese juego.  Su primer gol fue curiosamente también contra Rubio Ñu el 28 de mayo de 2010 en la victoria 3-0 del conjunto azulgrana. A partir de la 3ª fecha del Torneo Clausura se afianza en su equipo dirigido por Javier Torrente que lo utiliza como lateral izquierdo.
Anotó su primer gol con Cerro en torneos internacionales ante Santos, en las semifinales de la Copa Libertadores 2011, aunque no fue suficiente para pasar a la final de dicha competencia, siendo Benítez hombre clave en el andamiaje del entrenador Leonardo Astrada. Disputó 11 juegos en dicho torneo ese año.
En el 2012 perdió el puesto ante Luis Cardozo, la irregularidad de este permitió que vuelva al equipo titular, esta vez comandado por el uruguayo Jorge Fossati, siendo uno de los puntos altos de la obtención del Torneo Apertura 2012 (Paraguay) ante su clásico rival Olimpia. En el segundo semestre de ese año, fue imprescindible en la línea defensiva del "Ciclón" junto a Pedro Benítez y Mariano Uglessich, donde llegaron hasta los cuartos de final de la Copa Sudamericana 2012, siendo eliminados por el subcampeón Tigre.
Luego de ser perseguido por las lesiones, en el año 2015 Roberto Torres le vuelve a tener en cuenta, teniendo una gran actuación ante Club Olimpia, jugando de volante derecho. Ese triunfo fue vital para consagrarse campeón.
Tras no renovar con su vínculo con el azulgrana, quedó libre fichando por el Coritiba de Brasil. Su debut oficial con el albiverde se produjo el jueves 2 de junio, en la derrota 4-3 ante Associação Chapecoense de Futebol, jugando Benítez el partido completo; dicho juego correspondía a la Jornada 5 del Campeonato Brasileño de Fútbol 2016, manteniéndose desde entonces titular en el equipo principal.
Con la Selección de fútbol sub-20 de Paraguay disputó la Copa Mundial de Fútbol Sub-20 de 2009 jugando 4 encuentros en dicho torneo. Con la Selección de fútbol de Paraguay disputó 3 amistosos en el año 2010.

## Clubes
| Club                     | País     | Año           |
| ------------------------ | -------- | ------------- |
| Cerro Porteño            | Paraguay | 2010-2015     |
| Coritiba                 | Brasil   | 2016          |
| Olimpia                  | Paraguay | 2017          |
| Coritiba                 | Brasil   | 2018-2019     |
| Sportivo Luqueño         | Paraguay | 2019          |
| 12 de Octubre            | Paraguay | 2020-2022     |
| Club Sportivo Trinidense | Paraguay | 2023-presente |

## Palmarés

### Campeonatos nacionales
| Título          | Club          | País     | Año  |
| --------------- | ------------- | -------- | ---- |
| Torneo Apertura | Cerro Porteño | Paraguay | 2012 |
| Torneo Clausura | Cerro Porteño | Paraguay | 2013 |
| Torneo Apertura | Cerro Porteño | Paraguay | 2015 |